# 6 Heures de Watkins Glen 2014
Navigation
Édition précédente Édition suivante
La 64e édition des 6 Heures de Watkins Glen s'est déroulée du 25 juin 2014 au 29 juin 2014. Il s'agissait de la septième manche du championnat United SportsCar Championship 2014 et de la troisième manche de la mini série Coupe d'Endurance d'Amérique du Nord (ou CAEN).

Cette édition des 6 Heures de Watkins Glen a été remportée par la Corvette DP no 90, pilotée par Richard Westbrook et Michael Valiante qui était partie en troisième position.

## Engagés
La liste officielle des engagés était composée de 55 voitures, dont 13 en Prototype, 10 en Prototype Challenge, 11 en GTLM et 21 en GTD.

## Qualifications
| Pos. | Classe | No. | Équipe                                   | Voiture                      | Pilote                                               | Temps          | Grille |
| ---- | ------ | --- | ---------------------------------------- | ---------------------------- | ---------------------------------------------------- | -------------- | ------ |
| 1    | P      | 42  | Oak Racing                               | Morgan                       | Gustavo Yacamán Alex Brundle Ho-Pin Tung             | 1 min 37 s 902 | 1      |
| 2    | P      | 5   | Action Express Racing                    | Coyote (en) Corvette DP      | João Barbosa Christian Fittipaldi Burt Frisselle     | 1 min 38 s 560 | 2      |
| 3    | P      | 90  | Spirit of Daytona Racing                 | Coyote (en) Corvette DP      | Michael Valiante Richard Westbrook                   | 1 min 38 s 692 | 3      |
| 4    | P      | 01  | Chip Ganassi Racing avec Felix Sabates   | Riley Mk XXVI DP             | Scott Pruett Memo Rojas Sage Karam                   | 1 min 38 s 738 | 4      |
| 5    | P      | 1   | Extreme Speed Motorsports                | HPD ARX-03b                  | Scott Sharp Ryan Dalziel                             | 1 min 39 s 005 | 5      |
| 6    | P      | 10  | Wayne Taylor Racing                      | Dallara Corvette DP          | Ricky Taylor Jordan Taylor Max Angelelli             | 1 min 39 s 055 | 6      |
| 7    | P      | 2   | Extreme Speed Motorsports                | HPD ARX-03b                  | Ed Brown Johannes van Overbeek Anthony Lazzaro       | 1 min 39 s 143 | 7      |
| 8    | P      | 9   | Action Express Racing                    | Coyote (en) Corvette DP      | Brian Frisselle Burt Frisselle Jon Fogarty           | 1 :39.454      | 8      |
| 9    | P      | 60  | Michael Shank Racing avec Curb/Agajanian | Riley Mk XXVI DP             | John Pew (en) Oswaldo Negri Jr.                      | 1 min 40 s 128 | 9      |
| 10   | P      | 0   | DeltaWing Racing Cars                    | DeltaWing DWC13              | Andy Meyrick Katherine Legge Gabby Chaves            | 1 min 40 s 538 | 10     |
| 11   | PC     | 54  | CORE Autosport                           | Oreca FLM09                  | Jonathan Bennett Colin Braun James Gue               | 1 min 40 s 562 | 11     |
| 12   | PC     | 25  | 8Star Motorsports                        | Oreca FLM09                  | Sean Rayhall Tom Kimber-Smith Eric Lux               | 1 min 40 s 823 | 12     |
| 13   | PC     | 8   | Starworks Motorsport                     | Oreca FLM09                  | Renger van der Zande Mirco Schultis                  | 1 min 40 s 955 | 13     |
| 14   | PC     | 7   | Starworks Motorsport                     | Oreca FLM09                  | Martin Fuentes John Martin                           | 1 min 41 s 041 | 14     |
| 15   | P      | 31  | Marsh Racing (en)                        | Coyote (en) Corvette DP      | Eric Curran Boris Said Guy Cosmo                     | 1 min 41 s 341 | 15     |
| 16   | PC     | 52  | PR1/Mathiasen Motorsports                | Oreca FLM09                  | Gunnar Jeannette Frankie Montecalvo                  | 1 min 41 s 509 | 16     |
| 17   | PC     | 38  | Performance Tech Motorsports             | Oreca FLM09                  | David Ostella (en) Mike Hedlund                      | 1 min 41 s 897 | 17     |
| 18   | PC     | 09  | RSR Racing                               | Oreca FLM09                  | Duncan Ende (en) Bruno Junqueira Ryan Lewis          | 1 min 42 s 076 | 18     |
| 19   | PC     | 88  | BAR1 Motorsports                         | Oreca FLM09                  | Doug Bielefeld Martin Plowman David Cheng            | 1 min 42 s 268 | 19     |
| 20   | P      | 07  | Speedsource                              | Mazda Prototype              | Tristan Nunez Joel Miller Tristan Vautier            | 1 min 43 s 788 | 20     |
| 21   | GTLM   | 55  | BMW Team RLL                             | BMW Z4 GTE (en)              | Bill Auberlen Andy Priaulx                           | 1 min 44 s 084 | 21     |
| 22   | GTLM   | 3   | Corvette Racing                          | Chevrolet Corvette C7.R      | Jan Magnussen Antonio García                         | 1 min 44 s 376 | 22     |
| 23   | GTLM   | 56  | BMW Team RLL                             | BMW Z4 GTE (en)              | John Edwards Dirk Müller                             | 1 min 44 s 377 | 23     |
| 24   | GTLM   | 912 | Porsche North America                    | Porsche 911 RSR              | Patrick Long Michael Christensen Patrick Pilet       | 1 min 44 s 482 | 24     |
| 25   | GTLM   | 93  | SRT Motorsports                          | Dodge Viper GT3-R            | Jonathan Bomarito Kuno Wittmer Marc Goossens         | 1 min 44 s 606 | 25     |
| 26   | GTLM   | 91  | SRT Motorsports                          | Dodge Viper GT3-R            | Dominik Farnbacher Marc Goossens Jonathan Bomarito   | 1 min 44 s 755 | 26     |
| 27   | GTLM   | 4   | Corvette Racing                          | Chevrolet Corvette C7.R      | Tommy Milner Oliver Gavin                            | 1 min 44 s 783 | 27     |
| 28   | GTLM   | 62  | Risi Competizione                        | Ferrari 458 Italia GT2       | Giancarlo Fisichella Pierre Kaffer                   | 1 min 44 s 950 | 28     |
| 29   | GTLM   | 17  | Team Falken Tire                         | Porsche 911 RSR              | Bryan Sellers Wolf Henzler                           | 1 min 45 s 134 | 29     |
| 30   | GTLM   | 911 | Porsche North America                    | Porsche 911 RSR              | Nick Tandy Richard Lietz Patrick Pilet               | 1 min 45 s 219 | 30     |
| 31   | P      | 70  | Speedsource                              | Mazda Prototype              | Sylvain Tremblay Tom Long Ben Devlin                 | 1 min 45 s 825 | 31     |
| 32   | GTD    | 22  | Alex Job Racing                          | Porsche 911 GT America       | Cooper MacNeil Leh Keen Philipp Frommenwiler         | 1 min 48 s 831 | 32     |
| 33   | GTD    | 94  | Turner Motorsport                        | BMW Z4 GT3                   | Dane Cameron Markus Palttala                         | 1 min 49 s 023 | 33     |
| 34   | GTD    | 33  | Riley Motorsports                        | Dodge Viper GT3-R            | Jeroen Bleekemolen Ben Keating                       | 1 min 49 s 119 | 34     |
| 35   | GTD    | 45  | Flying Lizard Motorsports                | Audi R8 LMS Ultra            | Nelson Canache Jr. Spencer Pumpelly Brett Sandberg   | 1 min 49 s 253 | 35     |
| 36   | GTD    | 44  | Magnus Racing                            | Porsche 911 GT America       | Andy Lally John Potter Sebastian Asch                | 1 min 49 s 371 | 36     |
| 37   | GTD    | 57  | Krohn Racing                             | Ferrari 458 Italia GT2       | Tracy Krohn Niclas Jönsson                           | 1 min 49 s 588 | 37     |
| 38   | GTD    | 35  | Flying Lizard Motorsports                | Audi R8 LMS Ultra            | Seth Neiman Dion von Moltke Spencer Pumpelly         | 1 min 49 s 783 | 38     |
| 39   | GTD    | 555 | AIM Autosport                            | Ferrari 458 Italia GT3       | Bill Sweedler Townsend Bell                          | 1 min 49 s 850 | 39     |
| 40   | GTD    | 007 | TRG-AMR                                  | Aston Martin V12 Vantage GT3 | James Davidson Al Carter David Block                 | 1 min 50 s 020 | 40     |
| 41   | GTD    | 23  | Team Seattle/Alex Job Racing             | Porsche 911 GT America       | Ian James Mario Farnbacher                           | 1 min 50 s 024 | 41     |
| 42   | GTD    | 63  | Scuderia Corsa                           | Ferrari 458 Italia GT3       | Jeff Westphal Alessandro Balzan Brandon Davis        | 1 min 50 s 025 | 42     |
| 43   | GTD    | 27  | Dempsey Racing                           | Porsche 911 GT America       | Patrick Dempsey Joe Foster Andrew Davis              | 1 min 50 s 050 | 43     |
| 44   | GTD    | 58  | Snow Racing                              | Porsche 911 GT America       | Jan Heylen Madison Snow                              | 1 min 50 s 450 | 44     |
| 45   | GTD    | 81  | GB Autosport                             | Porsche 911 GT America       | Ben Barker Damien Faulkner Michael Avenatti (en)     | 1 min 50 s 456 | 45     |
| 46   | GTD    | 46  | Fall-Line Motorsports                    | Audi R8 LMS Ultra            | Charles Espenlaub Charles Putman Marco Bonanomi      | 1 min 50 s 589 | 46     |
| 47   | GTD    | 30  | MOMO NGT Motorsport                      | Porsche 911 GT America       | Christina Nielsen Kuba Giermaziak (en)               | 1 min 51 s 009 | 47     |
| 48   | GTD    | 48  | Paul Miller Racing                       | Audi R8 LMS Ultra            | Christopher Haase Bryce Miller                       | 1 min 51 s 347 | 48     |
| 49   | GTD    | 73  | Park Place Motorsports                   | Porsche 911 GT America       | Patrick Lindsey Jim Norman Jaap van Lagen            | 1 min 51 s 502 | 49     |
| 50   | GTD    | 18  | Mühlner Motorsports America              | Porsche 911 GT America       | Patrick-Otto Madsen Peter Ludwig David Calvert-Jones | 1 min 53 s 744 | 50     |
| 51   | GTD    | 51  | Spirit of Race                           | Ferrari 458 Italia GT3       | Matt Griffin Michele Rugolo Jack Gerber              | 1 min 56 s 625 | 51     |
| 52   | PC     | 08  | RSR Racing                               | Oreca FLM09                  | Alex Tagliani Chris Cumming Rusty Mitchell (en)      | --             | 52     |
| 53   | PC     | 85  | JDC Miller Motorsports                   | Oreca FLM09                  | Chris Miller Stephen Simpson Tomy Drissi             | --             | 53     |
| 54   | GTD    | 19  | Mühlner Motorsports America              | Porsche 911 GT America       |                                                      | --             | 54     |
| 55   |        | 71  | Park Place Motorsports                   | Porsche 911 GT America       |                                                      | --             | 55     |

## Résultats
Voici le classement officiel au terme de la course.
- Les vainqueurs de chaque catégorie sont signalés par un fond jauni.
- Pour la colonne Pneus, il faut passer le curseur au-dessus du modèle pour connaître le manufacturier de pneumatiques.

| Pos | Cat  | Pc | n°  | Équipe                                   | Pilotes                                            | Châssis                                 | Pneus | Tours      |
| Pos | Cat  | Pc | n°  | Équipe                                   | Pilotes                                            | Moteur                                  | Pneus | Tours      |
| --- | ---- | -- | --- | ---------------------------------------- | -------------------------------------------------- | --------------------------------------- | ----- | ---------- |
| 1   | P    | 1  | 90  | Spirit of Daytona Racing                 | Michael Valiante Richard Westbrook                 | Coyote (en) Corvette DP                 | C     | 191        |
| 1   | P    | 1  | 90  | Spirit of Daytona Racing                 | Michael Valiante Richard Westbrook                 | Chevrolet LS9 5.5L V8                   | C     | 191        |
| 2   | P    | 2  | 42  | Oak Racing                               | Gustavo Yacamán Alex Brundle Ho-Pin Tung           | Morgan                                  | C     | + 0 s 877  |
| 2   | P    | 2  | 42  | Oak Racing                               | Gustavo Yacamán Alex Brundle Ho-Pin Tung           | Nissan VK45DE 4.5L V8                   | C     | + 0 s 877  |
| 3   | P    | 3  | 5   | Action Express Racing                    | João Barbosa Christian Fittipaldi Burt Frisselle   | Coyote (en) Corvette DP                 | C     | + 1 s 587  |
| 3   | P    | 3  | 5   | Action Express Racing                    | João Barbosa Christian Fittipaldi Burt Frisselle   | Chevrolet LS9 5.5L V8                   | C     | + 1 s 587  |
| 4   | P    | 4  | 9   | Action Express Racing                    | Brian Frisselle Burt Frisselle Jon Fogarty         | Coyote (en) Corvette DP                 | C     | + 36 s 067 |
| 4   | P    | 4  | 9   | Action Express Racing                    | Brian Frisselle Burt Frisselle Jon Fogarty         | Chevrolet LS9 5.5L V8                   | C     | + 36 s 067 |
| 5   | P    | 5  | 10  | Wayne Taylor Racing                      | Ricky Taylor Jordan Taylor Max Angelelli           | Dallara Corvette DP                     | C     | + 1 tour   |
| 5   | P    | 5  | 10  | Wayne Taylor Racing                      | Ricky Taylor Jordan Taylor Max Angelelli           | Chevrolet LS9 5.5L V8                   | C     | + 1 tour   |
| 6   | PC   | 1  | 54  | CORE Autosport                           | Jonathan Bennett Colin Braun James Gue             | Oreca FLM09                             | C     | + 5 tours  |
| 6   | PC   | 1  | 54  | CORE Autosport                           | Jonathan Bennett Colin Braun James Gue             | Chevrolet 6.2L V8                       | C     | + 5 tours  |
| 7   | PC   | 2  | 88  | BAR1 Motorsports                         | Doug Bielefeld Martin Plowman David Cheng          | Oreca FLM09                             | C     | + 5 tours  |
| 7   | PC   | 2  | 88  | BAR1 Motorsports                         | Doug Bielefeld Martin Plowman David Cheng          | Chevrolet 6.2L V8                       | C     | + 5 tours  |
| 8   | PC   | 3  | 52  | PR1/Mathiasen Motorsports                | Gunnar Jeannette Frankie Montecalvo                | Oreca FLM09                             | C     | + 5 tours  |
| 8   | PC   | 3  | 52  | PR1/Mathiasen Motorsports                | Gunnar Jeannette Frankie Montecalvo                | Chevrolet 6.2L V8                       | C     | + 5 tours  |
| 9   | PC   | 4  | 38  | Performance Tech Motorsports             | David Ostella (en) Mike Hedlund                    | Oreca FLM09                             | C     | + 5 tours  |
| 9   | PC   | 4  | 38  | Performance Tech Motorsports             | David Ostella (en) Mike Hedlund                    | Chevrolet 6.2L V8                       | C     | + 5 tours  |
| 10  | PC   | 5  | 7   | Starworks Motorsport                     | Martin Fuentes John Martin                         | Oreca FLM09                             | C     | + 6 tours  |
| 10  | PC   | 5  | 7   | Starworks Motorsport                     | Martin Fuentes John Martin                         | Chevrolet 6.2L V8                       | C     | + 6 tours  |
| 11  | GTLM | 1  | 3   | Corvette Racing                          | Jan Magnussen Antonio García                       | Chevrolet Corvette C7.R                 | M     | + 6 tours  |
| 11  | GTLM | 1  | 3   | Corvette Racing                          | Jan Magnussen Antonio García                       | Chevrolet LT5.5 5.5L V8                 | M     | + 6 tours  |
| 12  | GTLM | 2  | 91  | SRT Motorsports                          | Dominik Farnbacher Marc Goossens Jonathan Bomarito | SRT Dodge Viper GT3-R                   | M     | + 6 tours  |
| 12  | GTLM | 2  | 91  | SRT Motorsports                          | Dominik Farnbacher Marc Goossens Jonathan Bomarito | SRT 8.0L V10                            | M     | + 6 tours  |
| 13  | GTLM | 3  | 93  | SRT Motorsports                          | Jonathan Bomarito Kuno Wittmer Marc Goossens       | SRT Dodge Viper GT3-R                   | M     | + 6 tours  |
| 13  | GTLM | 3  | 93  | SRT Motorsports                          | Jonathan Bomarito Kuno Wittmer Marc Goossens       | SRT 8.0L V10                            | M     | + 6 tours  |
| 14  | GTLM | 4  | 4   | Corvette Racing                          | Tommy Milner Oliver Gavin                          | Chevrolet Corvette C7.R                 | M     | + 6 tours  |
| 14  | GTLM | 4  | 4   | Corvette Racing                          | Tommy Milner Oliver Gavin                          | Chevrolet LT5.5 5.5L V8                 | M     | + 6 tours  |
| 15  | GTLM | 5  | 911 | Porsche North America                    | Nick Tandy Richard Lietz Patrick Pilet             | Porsche 911 RSR                         | M     | + 6 tours  |
| 15  | GTLM | 5  | 911 | Porsche North America                    | Nick Tandy Richard Lietz Patrick Pilet             | Porsche 4.0L Flat-6                     | M     | + 6 tours  |
| 16  | GTLM | 6  | 56  | BMW Team RLL                             | John Edwards Dirk Müller                           | BMW Z4 GTE (en)                         | M     | + 6 tours  |
| 16  | GTLM | 6  | 56  | BMW Team RLL                             | John Edwards Dirk Müller                           | BMW 4.4L V8                             | M     | + 6 tours  |
| 17  | GTLM | 7  | 62  | Risi Competizione                        | Giancarlo Fisichella Pierre Kaffer                 | Ferrari 458 Italia GT2                  | M     | + 6 tours  |
| 17  | GTLM | 7  | 62  | Risi Competizione                        | Giancarlo Fisichella Pierre Kaffer                 | Ferrari 4.5L V8                         | M     | + 6 tours  |
| 18  | P    | 6  | 31  | Marsh Racing (en)                        | Eric Curran Boris Said Guy Cosmo                   | Coyote (en) Corvette DP                 | C     | + 7 tours  |
| 18  | P    | 6  | 31  | Marsh Racing (en)                        | Eric Curran Boris Said Guy Cosmo                   | Chevrolet LS9 5.5L V8                   | C     | + 7 tours  |
| 19  | GTLM | 8  | 912 | Porsche North America                    | Patrick Long Michael Christensen Patrick Pilet     | Porsche 911 RSR                         | M     | + 7 tours  |
| 19  | GTLM | 8  | 912 | Porsche North America                    | Patrick Long Michael Christensen Patrick Pilet     | Porsche 4.0L Flat-6                     | M     | + 7 tours  |
| 20  | GTLM | 9  | 17  | Team Falken Tire                         | Bryan Sellers Wolf Henzler                         | Porsche 911 RSR                         | F     | + 7 tours  |
| 20  | GTLM | 9  | 17  | Team Falken Tire                         | Bryan Sellers Wolf Henzler                         | Porsche 4.0L Flat-6                     | F     | + 7 tours  |
| 21  | GTLM | 10 | 55  | BMW Team RLL                             | Bill Auberlen Andy Priaulx                         | BMW Z4 GTE (en)                         | M     | + 7 tours  |
| 21  | GTLM | 10 | 55  | BMW Team RLL                             | Bill Auberlen Andy Priaulx                         | BMW 4.4L V8                             | M     | + 7 tours  |
| 22  | PC   | 6  | 85  | JDC Miller Motorsports                   | Chris Miller Stephen Simpson Tomy Drissi           | Oreca FLM09                             | C     | + 10 tours |
| 22  | PC   | 6  | 85  | JDC Miller Motorsports                   | Chris Miller Stephen Simpson Tomy Drissi           | Chevrolet 6.2L V8                       | C     | + 10 tours |
| 23  | PC   | 7  | 8   | Starworks Motorsport                     | Renger van der Zande Mirco Schultis                | Oreca FLM09                             | C     | + 11 tours |
| 23  | PC   | 7  | 8   | Starworks Motorsport                     | Renger van der Zande Mirco Schultis                | Chevrolet 6.2L V8                       | C     | + 11 tours |
| 24  | P    | 7  | 60  | Michael Shank Racing avec Curb/Agajanian | John Pew (en) Oswaldo Negri Jr.                    | Riley Mk XXVI DP                        | C     | + 12 tours |
| 24  | P    | 7  | 60  | Michael Shank Racing avec Curb/Agajanian | John Pew (en) Oswaldo Negri Jr.                    | Ford EcoBoost 3.5L V6 Turbo             | C     | + 12 tours |
| 25  | GTD  | 1  | 94  | Turner Motorsport                        | Dane Cameron Markus Palttala                       | BMW Z4 GT3                              | C     | + 13 tours |
| 25  | GTD  | 1  | 94  | Turner Motorsport                        | Dane Cameron Markus Palttala                       | BMW 4.4L V8                             | C     | + 13 tours |
| 26  | GTD  | 2  | 555 | AIM Autosport                            | Bill Sweedler Townsend Bell                        | Ferrari 458 Italia GT3                  | C     | + 13 tours |
| 26  | GTD  | 2  | 555 | AIM Autosport                            | Bill Sweedler Townsend Bell                        | Ferrari 4.5L V8                         | C     | + 13 tours |
| 27  | GTD  | 3  | 44  | Magnus Racing                            | Andy Lally John Potter Sebastian Asch              | Porsche 911 GT America                  | C     | + 14 tours |
| 27  | GTD  | 3  | 44  | Magnus Racing                            | Andy Lally John Potter Sebastian Asch              | Porsche 4.0L Flat-6                     | C     | + 14 tours |
| 28  | GTD  | 4  | 27  | Dempsey Racing                           | Patrick Dempsey Joe Foster Andrew Davis            | Porsche 911 GT America                  | C     | + 14 tours |
| 28  | GTD  | 4  | 27  | Dempsey Racing                           | Patrick Dempsey Joe Foster Andrew Davis            | Porsche 4.0L Flat-6                     | C     | + 14 tours |
| 29  | GTD  | 5  | 63  | Scuderia Corsa                           | Jeff Westphal Alessandro Balzan Brandon Davis      | Ferrari 458 Italia GT3                  | C     | + 14 tours |
| 29  | GTD  | 5  | 63  | Scuderia Corsa                           | Jeff Westphal Alessandro Balzan Brandon Davis      | Ferrari 4.5L V8                         | C     | + 14 tours |
| 30  | P    | 8  | 01  | Chip Ganassi Racing avec Felix Sabates   | Scott Pruett Memo Rojas Sage Karam                 | Riley Mk XXVI DP                        | C     | + 16 tours |
| 30  | P    | 8  | 01  | Chip Ganassi Racing avec Felix Sabates   | Scott Pruett Memo Rojas Sage Karam                 | Ford EcoBoost 3.5L V6 Turbo             | C     | + 16 tours |
| 31  | GTD  | 6  | 30  | MOMO NGT Motorsport                      | Christina Nielsen Kuba Giermaziak (en)             | Porsche 911 GT America                  | C     | + 16 tours |
| 31  | GTD  | 6  | 30  | MOMO NGT Motorsport                      | Christina Nielsen Kuba Giermaziak (en)             | Porsche 4.0L Flat-6                     | C     | + 16 tours |
| 32  | GTD  | 7  | 35  | Flying Lizard Motorsports                | Seth Neiman Dion von Moltke Spencer Pumpelly       | Audi R8 LMS Ultra                       | C     | + 16 tours |
| 32  | GTD  | 7  | 35  | Flying Lizard Motorsports                | Seth Neiman Dion von Moltke Spencer Pumpelly       | Audi 5.2L V10                           | C     | + 16 tours |
| 33  | P    | 9  | 07  | Speedsource                              | Tristan Nunez Joel Miller Tristan Vautier          | Mazda Prototype                         | C     | + 16 tours |
| 33  | P    | 9  | 07  | Speedsource                              | Tristan Nunez Joel Miller Tristan Vautier          | Mazda Skyactiv-D 2.2L I4 Turbo (Diesel) | C     | + 16 tours |
| 34  | PC   | 8  | 08  | RSR Racing                               | Alex Tagliani Chris Cumming Rusty Mitchell (en)    | Oreca FLM09                             | C     | + 17 tours |
| 34  | PC   | 8  | 08  | RSR Racing                               | Alex Tagliani Chris Cumming Rusty Mitchell (en)    | Chevrolet 6.2L V8                       | C     | + 17 tours |